# アムフリート
アムフリート（Amfleet）は、アムトラックが保有する一階建て客車である。「アムフリート客車」とも呼ばれる。バッド社により1970年代より1980年代にかけて製造された。アムトラック発足以来最初に発注された客車である。
車体寸法は長さ85フィート（26m）、幅9フィート11.5インチ (3.4m)、高さ12フィート8インチ(3.9m)。
2014年現在、アムトラック列車において広範囲で使用され、一階建て客車の主力として活躍している。2階建てのスーパーライナーと並んでアムトラックを代表する車輌である。

## 歴史

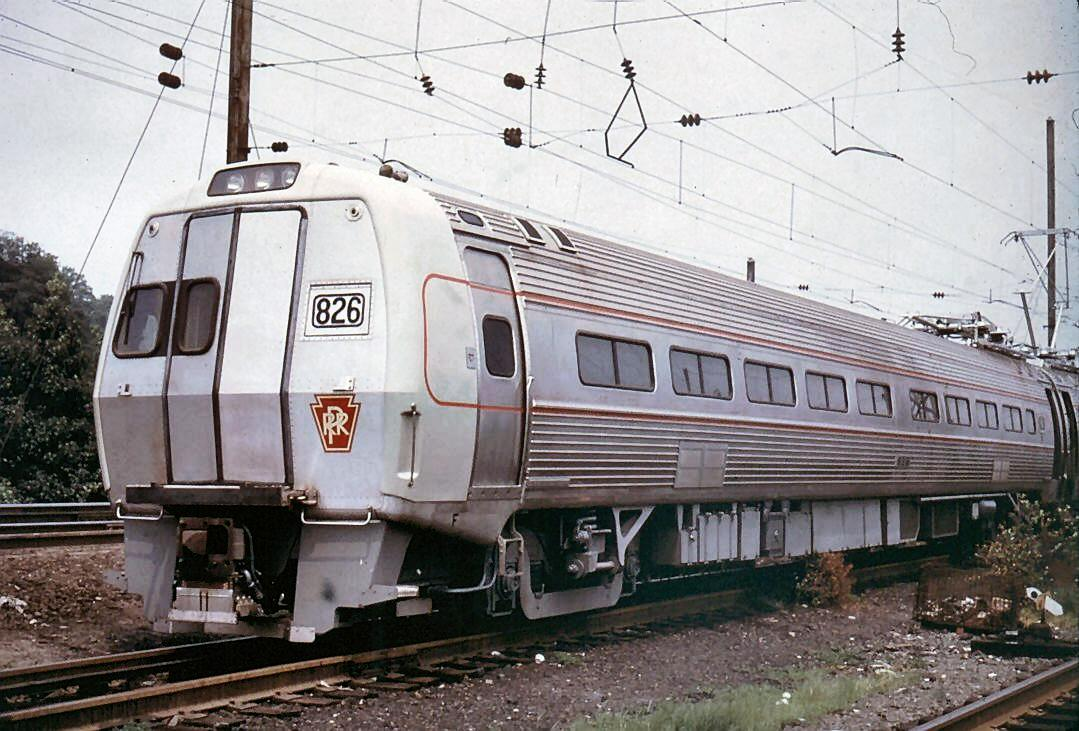
ベースとなったメトロライナー電車

アムトラックは1971年の発足に際し、それまで旅客列車を運転していた私鉄各社より約1,200両の蒸気暖房の客車を継承した。しかし、ヘリテージと呼ばれたこれらの客車は老朽化が著しく、混結に適していない場合も多かった。
そのため客車の標準化の必要性から、アムトラックは新造客車として「アムフリート」を二次に分け発注した。
このアムフリートは同じバッド社製「メトロライナー」電車をもとに設計されたため、丸みを帯びコルゲートで覆われた独特の車体や側面の固定窓の形状などの類似点が見られる。

### アムフリートI

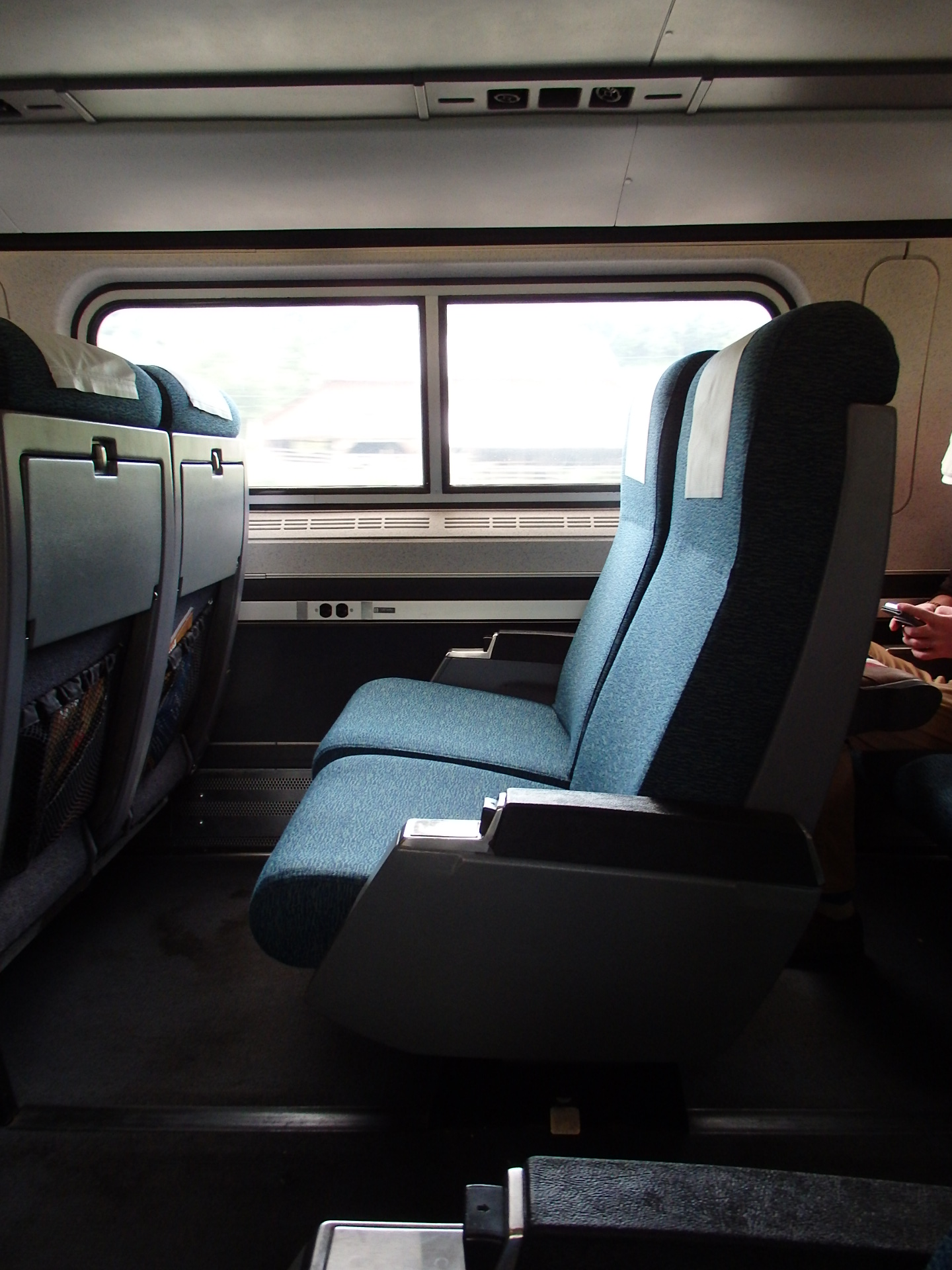
アムフリートIの座席。
アムフリートIIが装備するレッグレストがない。

最初の発注は1973年10月12日に、70台の EMD SDP40F形ディーゼル機関車とGE E60形電気機関車11台と同時になされた:194-204。
最初の"アムフリートI"として知られるグループは計492両で、内訳は以下の通りである:194-204。
- 「アムカフェ」(Amcafe) - スナックバーと呼ばれる軽食などの販売カウンターを中央部に持ち、51席の座席を有する合造車。全54両。
- 「アムダイネット」(Amdinette) - スナックバーによる軽食の提供と食堂車としての設備を併せ持つ。4人がけボックスブース席を8つ備え、23の座席を有する。全37両。
- 「アムクラブ」(Amclub) - スナックバーと呼ばれる供食カウンター、18のクラブ・シートと呼ばれる上級客席、23席の普通席を有する合造車。全40両。
- 「アムコーチ」(Amcoach) - 60席を有する長距離列車用の座席車。全90両。
- 「アムコーチ」(amcoach) - 84席を有する短距離列車用の座席車。全271両。

アムフリートの第一陣は1975年8月5日より運転を開始した。
アムトラックは「1975年はアムフリートの年である」とPRし、時刻表においてもアムフリート使用の列車を「アムフリート・サービス」と明記し強調した。

### アムフリートII

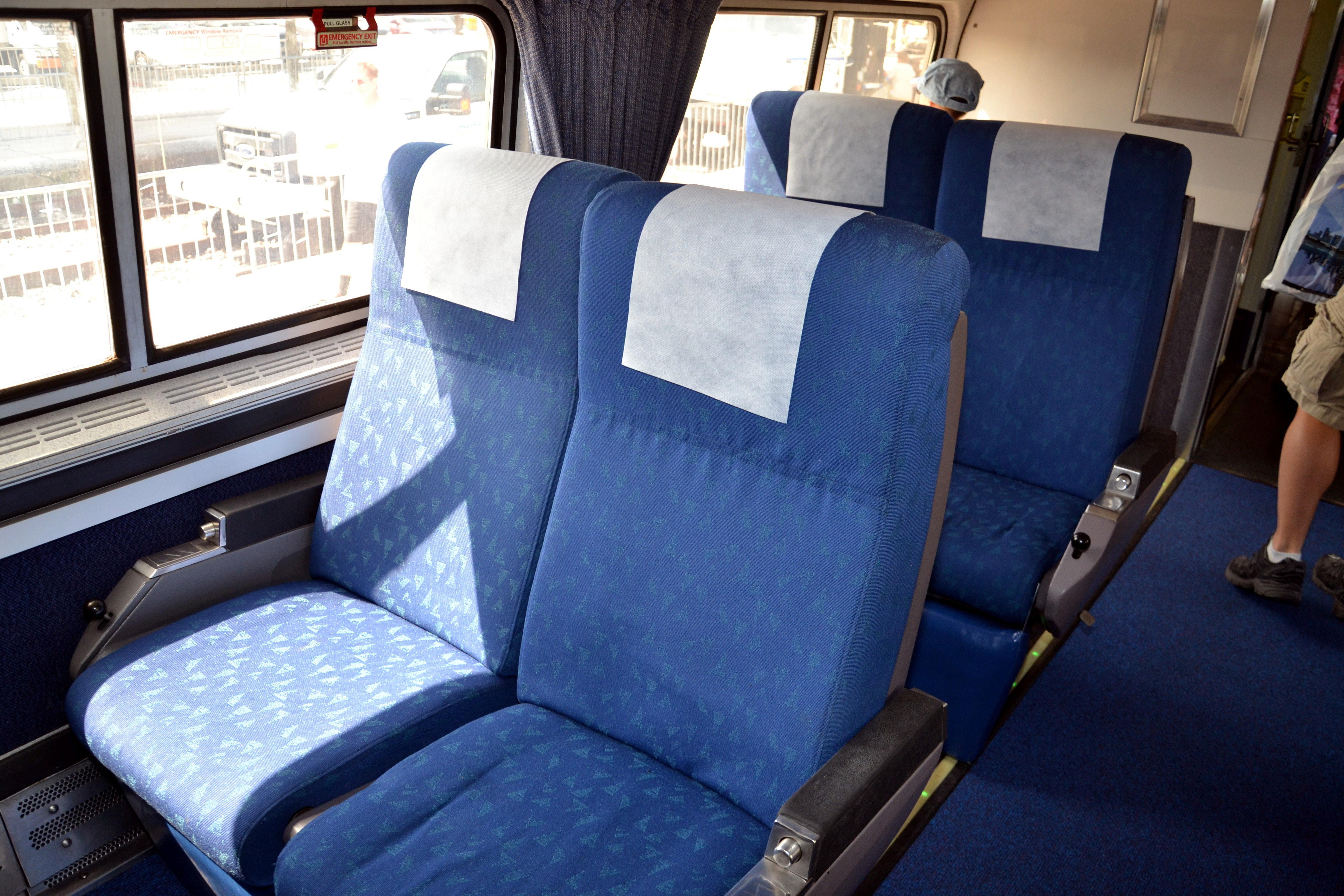
アムフリートIIの座席。座席下部にレッグレストを備えている。

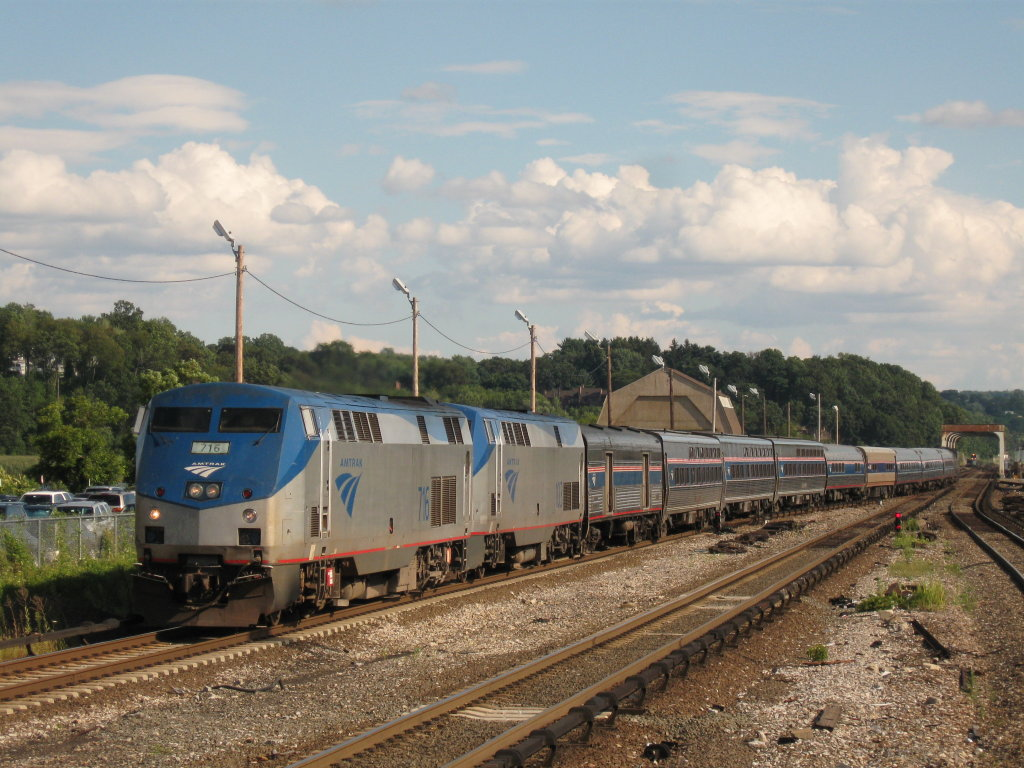
ヘリテージ荷物車、ビューライナー寝台車、ホライゾン客車などと混結で運転されるアムフリートII（中ほどより後ろに連結されている丸い客車）

アムトラックは1981年から1983年にかけて二次発注をかけ、"アムフリートII"と呼ばれるグループが総計150両誕生した:194。内訳は以下の通りである。
- 「アムコーチ」(Amcoach) - 59席を有する長距離座席車。全125両。
- 「アムラウンジ」(Amlounge) - スナックバーおよび10の4人がけボックスブース席を備え、さらに17席を備えるラウンジカー。全25両。

これらアムフリートII車輌は長距離列車の座席車の置き換えを目的として導入されたため、大きな窓ガラス、広いシートピッチ、折りたたみ式のレッグレストを備えている。
これらアムフリートIIは座席車および軽食堂車のみの製造であり寝台車は製造されなかったため、夜行列車の多いアムトラックにおいて、座席車などをアムフリートに置き換えた上で旧来の荷物車、寝台車、食堂車などと混結での運転も広く見られた。

## 設計

### 共通事項

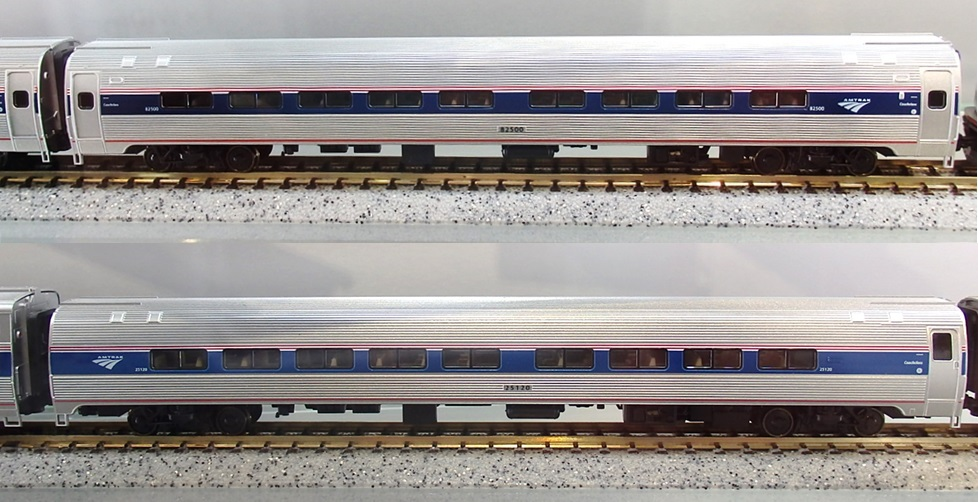
KATO製Nゲージ模型によるアムフリートIとアムフリートIIの比較。
デッキの数、側窓の大きさ、デッキドア窓の形状などが異なる。

アムフリートIとアムフリートIIの大きな相違点は1両あたりのデッキの数である。アムフリートIは車両両端の2箇所にデッキがある。アムフリートIIは片側1箇所のみである。

### コーチ（普通座席車）
バッド社は合計361両のアムフリートI座席車を製造した。うち90両が長距離列車用（60席）、そして大部分を占める271両が短距離列車用（84席）である。アムフリートII座席車は合計125両製造されたが、全車が長距離列車用で59席を有する。
アムフリートの普通座席車（コーチ）は基本的に全車が片側2席の配列になっている。ただし、アムフリートII座席車については、日本の特急型車両のように車椅子スペースを設けるために1席のみの配置となっている箇所が車端部に1箇所だけ存在する

アムフリートの座席背面には飲食に使用できる折りたたみ式のテーブルが備わっており、座席の上下には荷物棚・荷物収納スペースが設けられている。
化粧室は片側の車端部に設けられている。車端部には荷物棚が設けられており、中には自転車用のラックが用意されている車両も存在する。
1980年代、ほとんどの長距離列車用アムフリートI普通座席車は改装され、北東回廊の「メトロライナー」用上級座席車となった。62席のビジネスクラス車にしても72席の短距離用客車にしても、全車に対し、これまでに何らかの改装工事がなされている。

### カフェカー
バッド社は54両のアムフリートI「アムカフェ」(Amcafe)車と37両のアムフリートI「軽食堂車」(Amdinette)を製造した。「アムカフェ」は中央に供食カウンターを有し、53人分の普通座席を有した。「軽食堂車」は8人分のテーブル席と23人分の普通座席を有した。いずれの車両とも、重量は110,000ポンド (50,000 kg)である。
「アムカフェ」のデザインは人気がなく、アムトラックは1980年代から1990年代にかけて無数の改装工事を施した。例えば軽食堂車を全室テーブル席としたり、「メトロライナー」用の上等客室「クラブ・カー」としたり、上等座席車とテーブル席の合造車にするなどの改造がなされた。2010年代までに、ほとんどのカフェカーは「クラブ・シート」と軽食堂車の合造車に改造された。中には全室テーブル席の軽食堂車となっている車両もある。5両の軽食堂車はテキサス州とセントルイスを結ぶ都市間長距離列車「インター・アメリカン号」（既に廃止）用に改造され、普通座席を撤去の上ラウンジスペースが設けられている。また、21両が「メトロライナー」（同）用に改造を受けている
2010年代までに、2両が短距離用座席車に改造されたほかは、残るすべての軽食堂車が全室テーブル席に改装されている。

## 運用

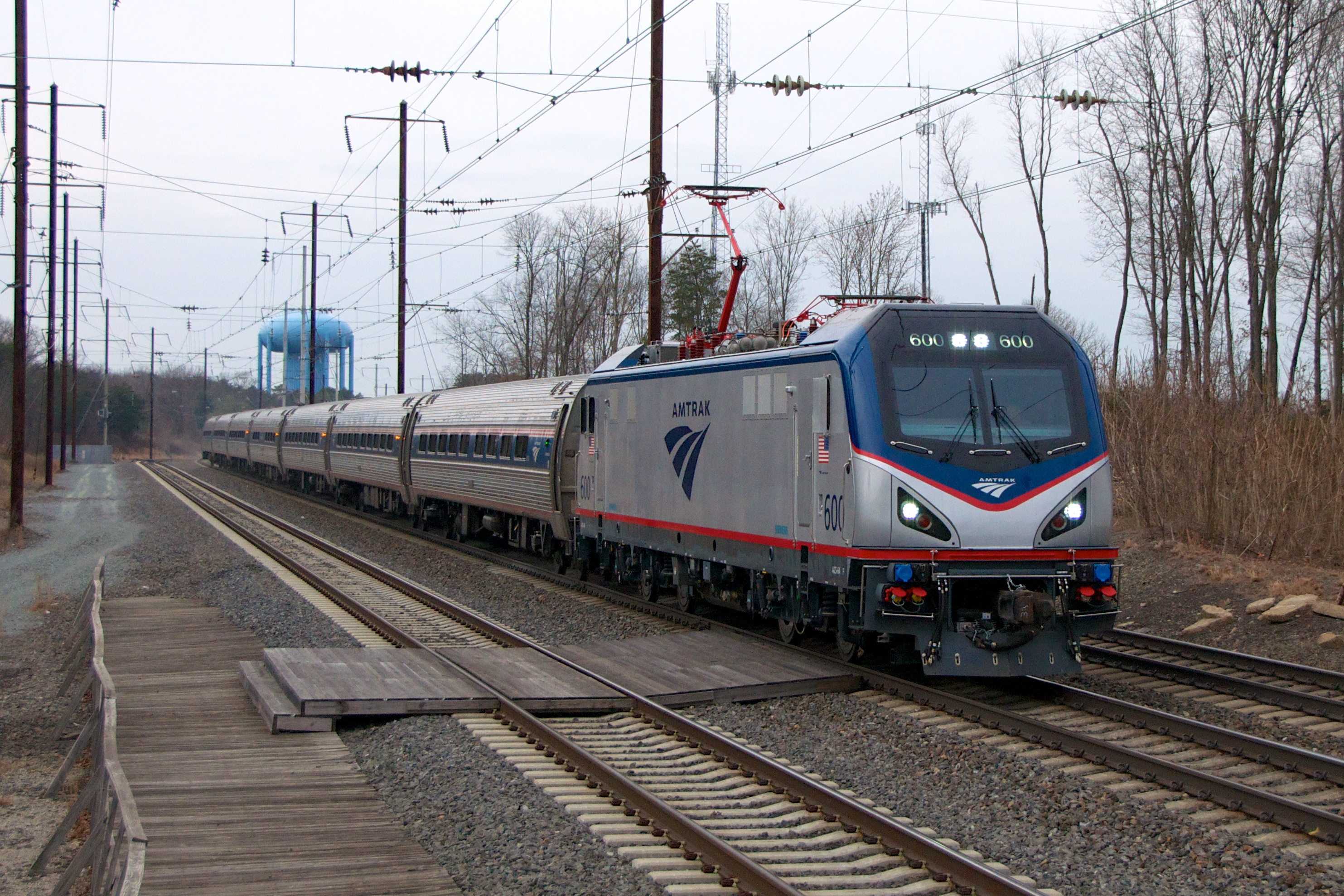
アムフリートで運転される列車(ノースイースト・リージョナル)

アムフリートは米国北東部の架線電化区間や狭隘トンネルに対応しているため、北東回廊線などこの地域のアムトラック列車で重点的に使用されている。一例として、アセラ・エクスプレスと共に高速運転される「ノースイースト・リージョナル」が挙げられる。
アムフリートはサン・ホアキンなどカリフォルニア州各線でも用いられていたが、1990年代以降ホライゾン客車を経て2階建ての「カリフォルニア・カー」に置き換えられたため、これら西海岸地区での運用はほぼ消滅した。7月、8月のデルマー競馬場輸送や感謝祭の際運行される、いわゆる多客臨がサンディエガン区間に一列車残るのみである。
西海岸北西部を走るアムトラック・カスケーズにおいても、アムフリートは使われずタルゴ客車で運転されている。